# Grim’s Ditch
Grim’s Ditch, auch Grim’s Dyke oder Grimsdyke, ist der Name einer Reihe von Erdwerken in Südengland.
Da die Anlagen für militärische Zwecke zu niedrig gewesen sein dürften, werden sie als eine Art Grenzmarkierung angesehen, die möglicherweise in der späten Eisenzeit erbaut wurde (laut Eberhard W. Sauer etwa um 300 v. Chr.).

## Etymologie
Der Name Grim geht auf die Angelsachsen bzw. Normannen zurück. Er ist ein Synonym für den nordischen Gott Odin. Siehe auch Graemsay, Insel der Orkney, Grimsay, Insel der Hebriden, Grimsby, Ort in Lincolnshire, Grimsbury Castle, Hillfort in Oxfordshire, Grim’s Ditch, Erdwerk, Grim’s Dyke (Name für den Antoninuswall), Grim’s Grave Steinkiste in Dartmoor, Grimes Graves, Flintminen, Grimshader (Grims Sitz) auf Lewis and Harris, Grims Lake Mire (Steinkiste im Grims See Morast), Grim’s Mound, Rundhügel in Lincolnshire, Grimsetter (Grims Sitz) auf Orkney und Shetland, Grimsthorpe Castle (Grims Dorf), sowie mehrere Orte oder Kombinationen mit dem Namen Grimston (z. B. Grimston-Lyles Hill Ware).

## Übersicht
| Name                     | Grafschaft  | Westliches Ende     | Östliches Ende      | Verlauf                  |
| ------------------------ | ----------- | ------------------- | ------------------- | ------------------------ |
|                          | Hampshire   | 50° 58′ N, 1° 56′ W | 50° 59′ N, 1° 49′ W | Bokerley Dyke, Martin    |
|                          | Oxfordshire | 51° 52′ N, 1° 29′ W | 51° 52′ N, 1° 23′ W | nördliches Oxfordshire   |
|                          | Oxfordshire | 51° 35′ N, 1° 7′ W  | 51° 35′ N, 1° 2′ W  | südöstliches Oxfordshire |
|                          | Oxfordshire | 51° 33′ N, 1° 23′ W | 51° 35′ N, 1° 4′ W  | südliches Oxfordshire    |
| Grim’s Ditch (Chilterns) |             | 51° 40′ N, 0° 48′ W | 51° 46′ N, 0° 31′ W |                          |
| Grim’s Ditch (Harrow)    |             | 51° 36′ N, 0° 24′ W | 51° 37′ N, 0° 21′ W |                          |